# Avisaurus
Avisaurus (nghĩa là "thằn lằn chim") là một chi chim Enantiornithes sống vào thời kỳ Creta muộn tại Bắc Mỹ.
Hai loài được; loài điển hình A. archibaldi và A. gloriae.